# Vulkan

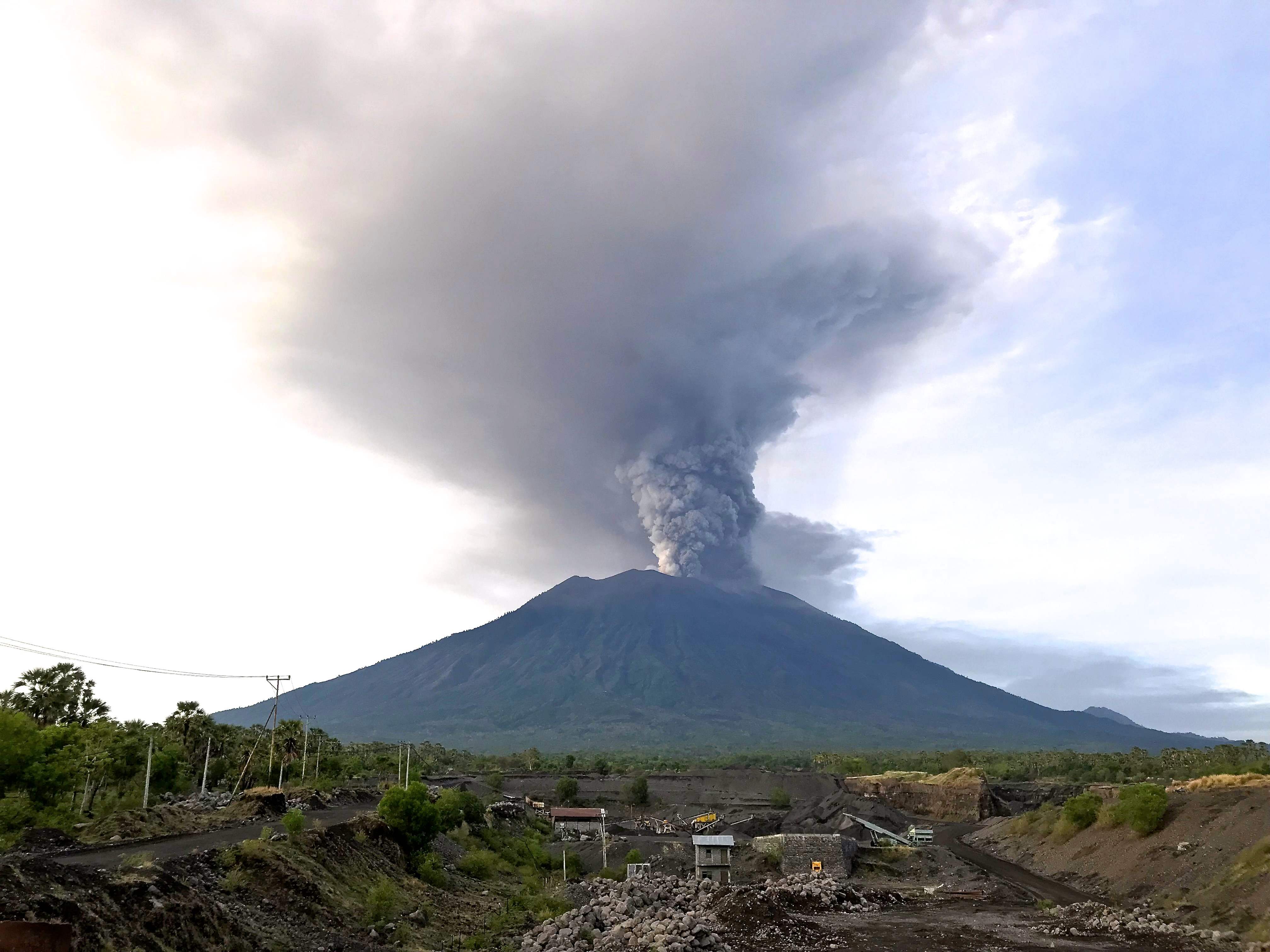
Gunung Agung auf Bali, Indonesien

Ein Vulkan ist eine geologische Struktur, die entsteht, wenn Magma (Gesteinsschmelze) bis an die Oberfläche eines Planeten (z. B. der Erde) aufsteigt. Alle Begleiterscheinungen, die mit dem Aufstieg und Austritt der glutflüssigen Gesteinsschmelze verbunden sind, bezeichnet man als Vulkanismus. Bei einem Vulkanausbruch werden nicht nur glutflüssige, sondern auch feste und gasförmige Stoffe freigesetzt.
Im Fall der Erde schmelzen Gesteine ab 100 km Tiefe bei Temperaturen zwischen 1000 und 1300 °C. Das flüssige Magma sammelt sich in großen Magmaherden in 2 bis 50 km Tiefe.
Wenn der Druck zu groß wird, steigt das Magma über Spalten und Klüfte der Lithosphäre auf. Magma, das an die Erdoberfläche gelangt, wird als Lava bezeichnet.
Die meisten Vulkane haben annähernd die Form eines Kegels, dessen Hangneigung von der Viskosität der Lava abhängt. Die Gestalt kann aber auch unregelmäßig oder kuppelförmig aufgewölbt sein.

## Etymologie
Der Begriff „Vulkan“ leitet sich von der italienischen Insel Vulcano ab. Diese ist eine der Liparischen Inseln im Tyrrhenischen Meer. In der römischen Mythologie galt diese Insel als die Schmiede des Vulcanus, des römischen Gottes des Feuers.

## Vulkantypen und Bezeichnungen

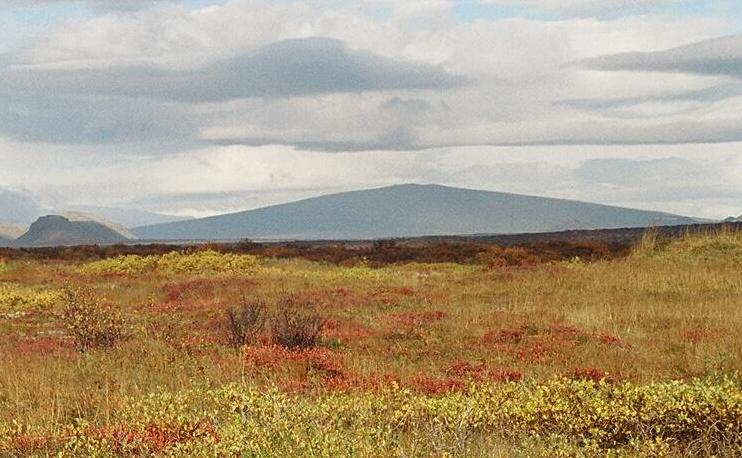
Schildvulkan Skjaldbreiður, Island

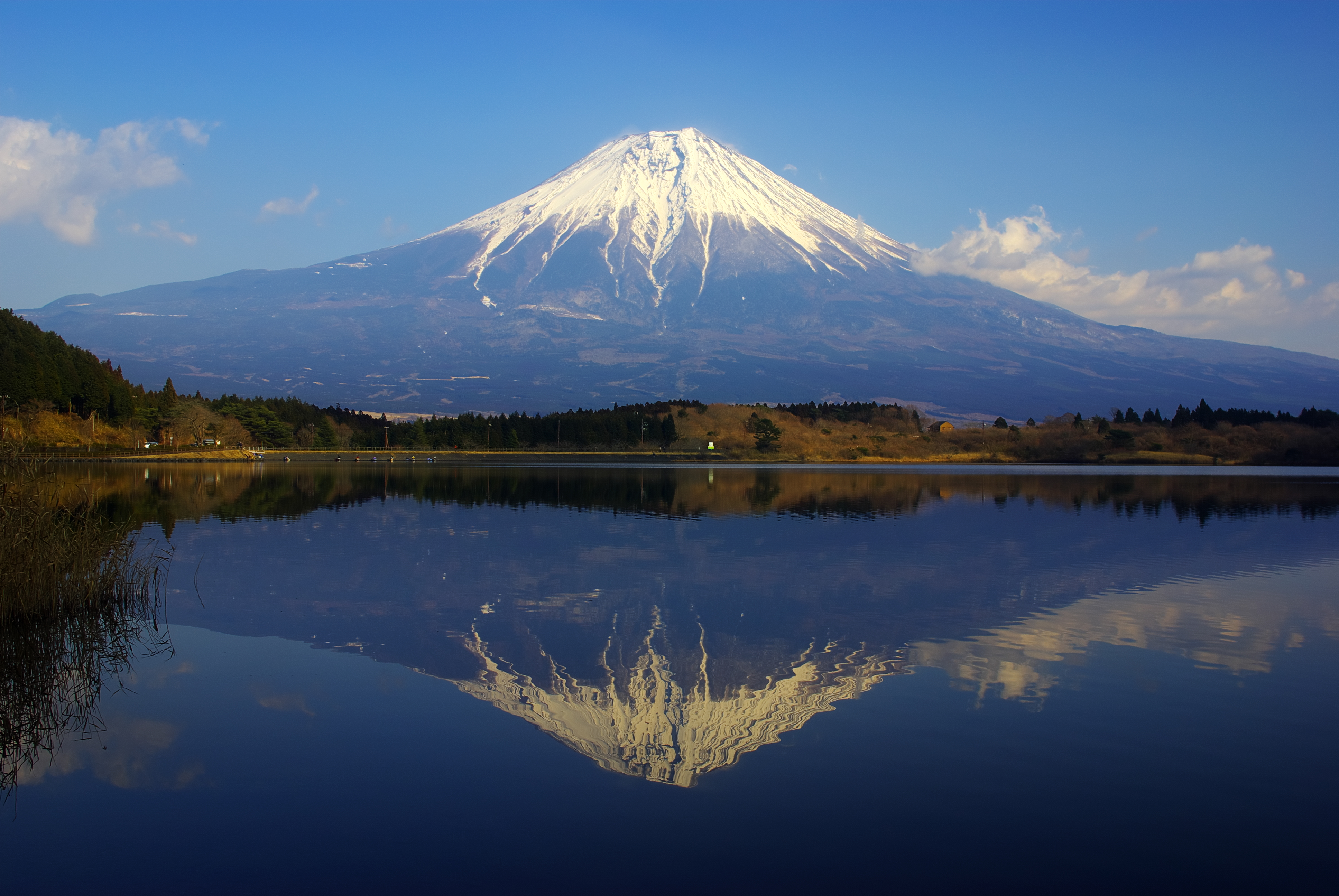
Stratovulkan Fujisan, Japan

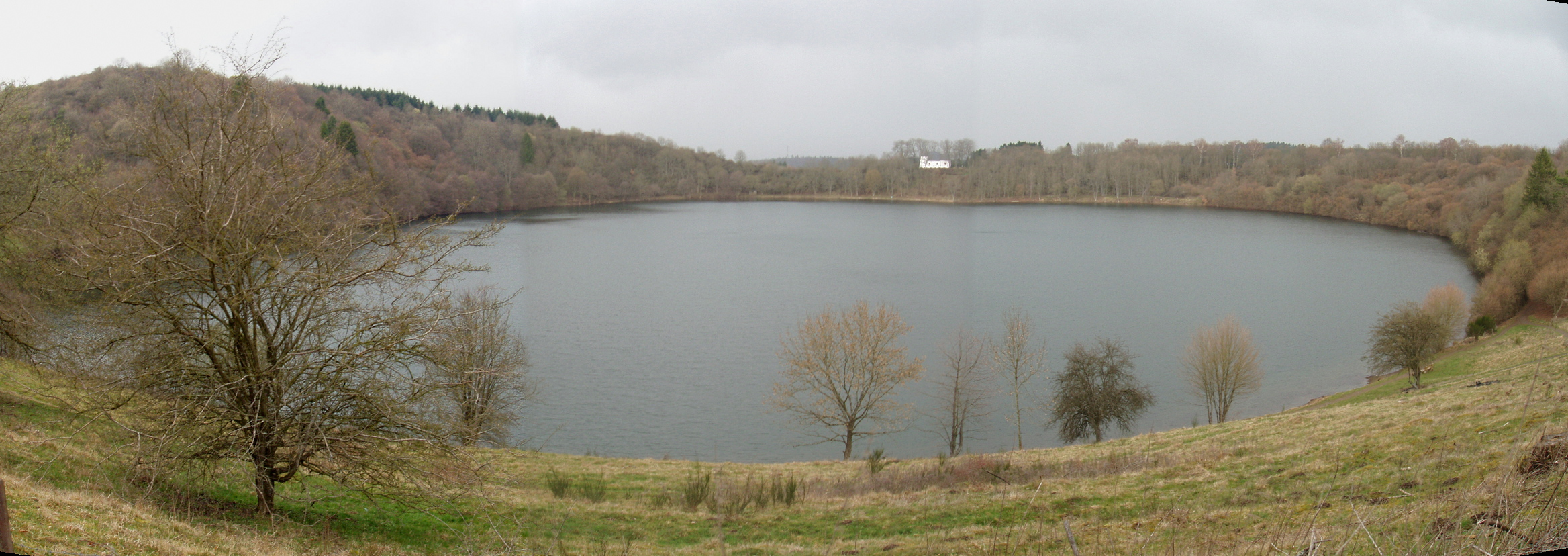
Weinfelder Maar, Eifel

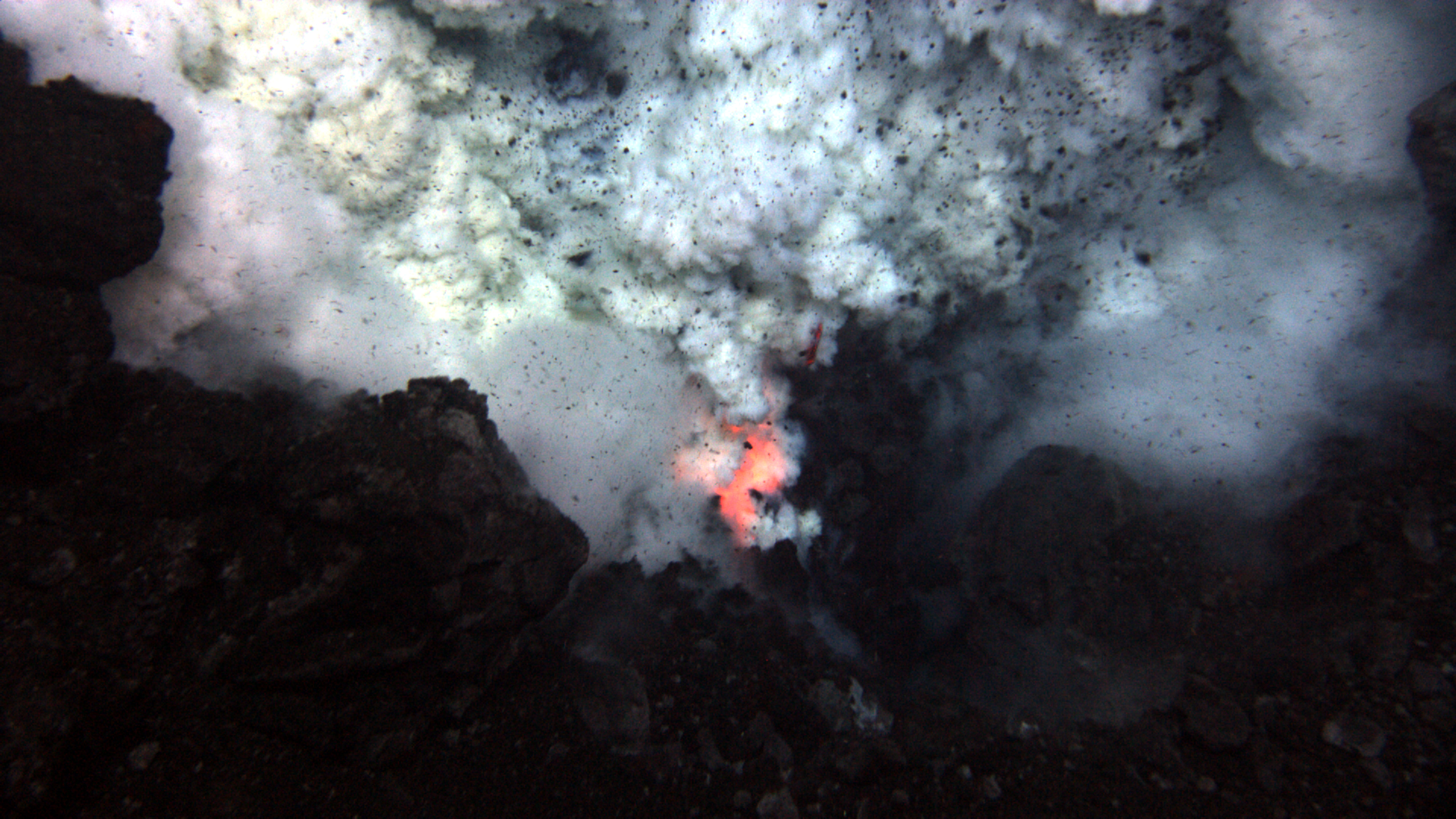
Eruption des submarinen Vulkans West Mata

Vulkane kann man nach ihrer äußeren Form, der Art ihres Magmenzufuhrsystems, dem Ort ihres Auftretens, der Art ihrer Tätigkeit sowie nach ihrem Zustand unterteilen.
- Unterteilung nach der äußeren Form:[1]
  - Schichtvulkane (auch Stratovulkane genannt)
  - Schildvulkane
  - Schlacken- und Aschenkegel
  - Lavadom
  - Maar
  - Caldera
  - Tafelvulkan
  - Decken- oder Plateauvulkan (vergleiche auch Trapp und Flutbasalt)
- Unterteilung nach der Art des Magmenzufuhrsystems:
  - Zentralvulkane
  - Spaltenvulkane
- Unterteilung nach dem Ort ihres Auftretens:
  - subaerische Vulkane (Vulkane an Land oder über Wasser)
  - submarine Vulkane, Seamount, Guyot (Vulkane im Meer unter Wasser)
  - subglaziale Vulkane (Vulkane unter einem Gletscher)
  - extraterrestrische Vulkane (Vulkane auf anderen Himmelskörpern)
- Unterteilung nach der Art ihrer Tätigkeit:
  - effusive Tätigkeit (ruhiges Ausfließen der Lava)
  - explosive oder ejektive Tätigkeit
  - gemischte effusive und explosive Tätigkeit
  - Vulkane mit besonders heftiger explosiver Tätigkeit werden Supervulkane genannt
- Vulkane kann man schließlich auch nach ihrem Zustand oder der Häufigkeit ihrer Aktivität einordnen in
  - aktive Vulkane (aktiver Vulkanismus)
  - inaktive oder schlafende Vulkane (kein aktiver Vulkanismus, Voraussetzungen für erneute Aktivität sind jedoch gegeben)
  - erloschene Vulkane (durch fehlende Magmazufuhr keine Aktivität mehr möglich)

Viele Vulkane folgen allerdings nicht einem „reinen“ Ausbruchsmuster, sondern zeigen variierendes Verhalten entweder während einer Eruption oder während der Millionen Jahre ihrer Aktivität. Ein Beispiel dafür ist der Ätna auf Sizilien.
Ein Paroxysmus (griech. παρα para „neben“, οξυς oxys „scharf“) ist eine Folge von sich steigernden Ausbrüchen eines Vulkans.
Der durch die vulkanische Aktivität entstandene Berg wird je nach seiner Form Vulkankegel oder Vulkandom genannt, und die Öffnung, aus der Lava aus der Tiefe aufsteigt, heißt Vulkanschlot. Die mehr oder minder breite Öffnung an der Spitze eines Vulkans ist der Vulkankrater. Bricht ein Schlot über einer oberflächennahen Magmakammer zusammen, und es bildet sich ein großer Einbruchskrater, wird dieser als Caldera bezeichnet.

## Magmatypen

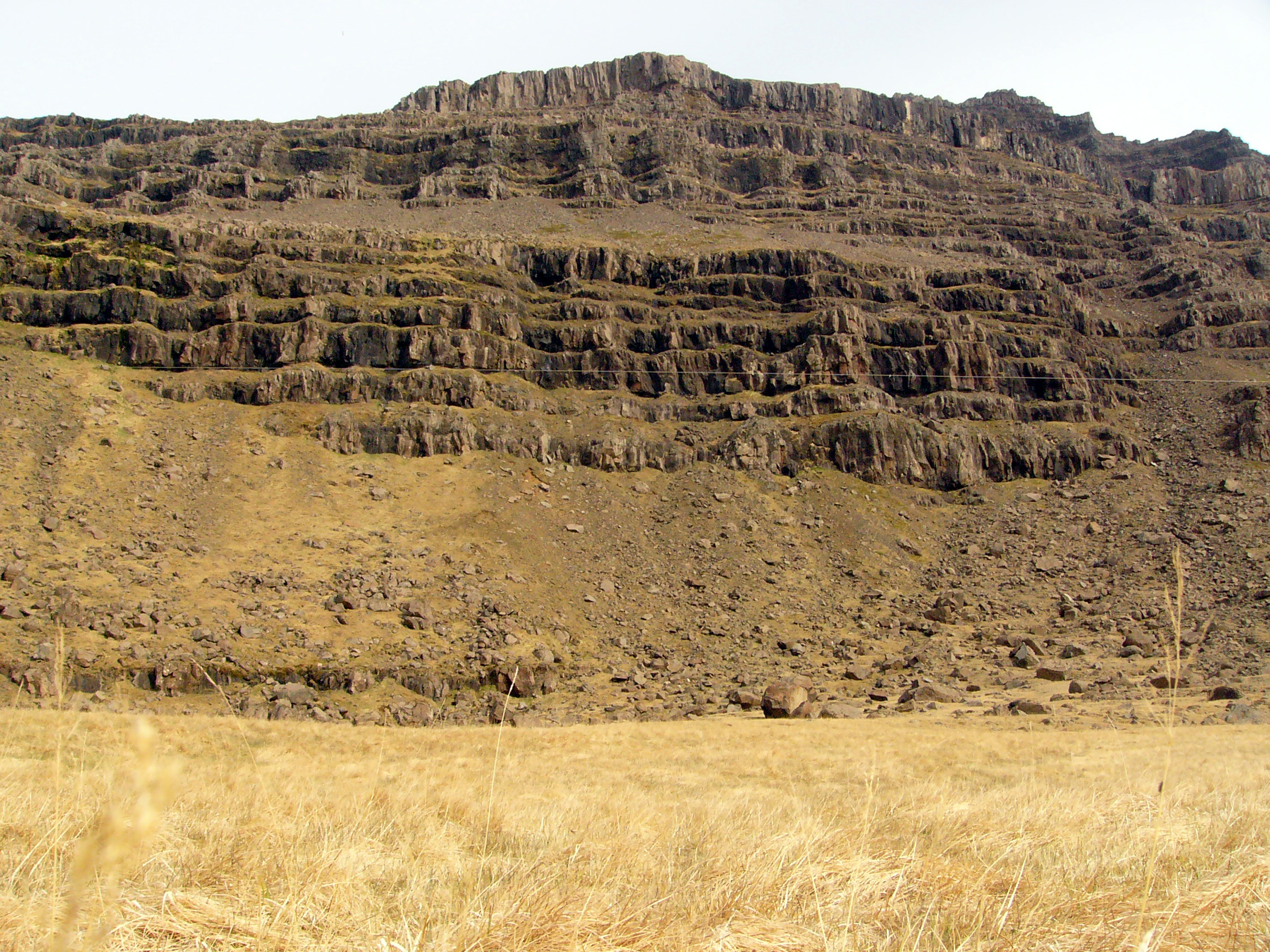
Rhyolithfelsen am Berufjörður in Island

Einen entscheidenden Einfluss auf die Ausbildung eines Vulkans hat neben dem Gas- und Wassergehalt die Zusammensetzung seines Magmas, vor allem der Gehalt an Siliciumdioxid (SiO2). Die Zusammensetzung des Magmas bestimmt die Art der Vulkantätigkeit. Je mehr SiO2 das Magma enthält, desto explosiver ist der damit verbundene Vulkanismus. Es lassen sich vier Haupttypen unterscheiden:
- Felsisches Magma enthält mehr als 63 % SiO2
- Intermediäres Magma enthält zwischen 52 und 63 % SiO2
- Mafisches Magma enthält zwischen 45 und 52 % SiO2
- Ultramafisches Magma enthält weniger als 45 % SiO2

Aus den vier Magmatypen entstehen charakteristische Gesteine:
- Rhyolith
- Andesit
- Basalt
- Pikrit

Diese vier Typen können grob bestimmten geodynamischen Umfeldern zugeordnet werden:
- Aufschmelzen kontinentaler Kruste
- Subduktionszonen
- Mittelozeanischer Rücken, Hotspot-Vulkanismus, Rift-Vulkanismus
- heute nicht mehr auftretender Vulkanismus früher Phasen der Geogenese

## Lavatypen

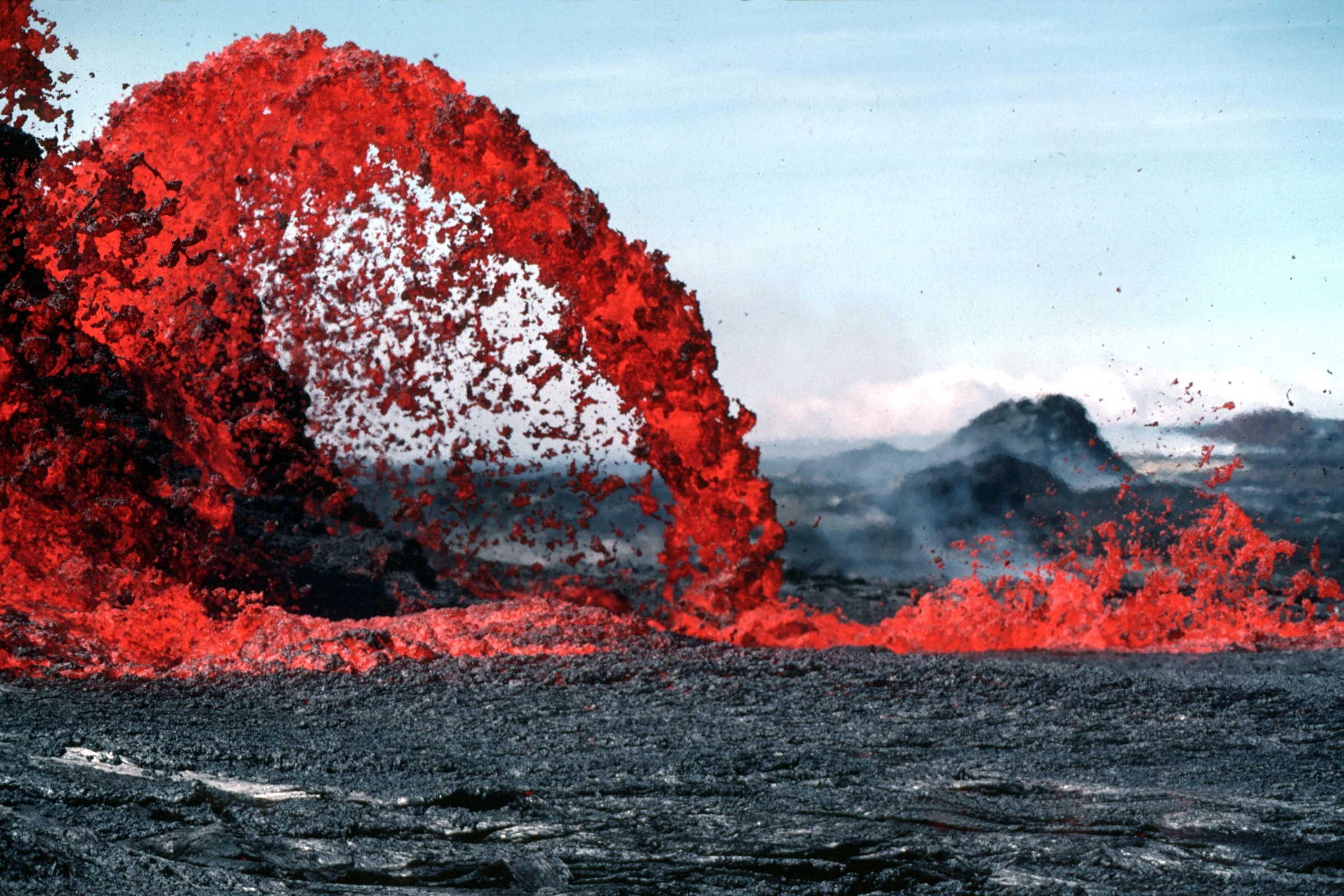
10 Meter hohe Lava-Fontäne auf Hawaii

Vulkane können auch klassifiziert werden, indem sie nach der Farbe der austretenden Lava beschrieben werden.
Die Farbe der austretenden Lava hängt von der Temperatur ab, kann aber auch auf die chemische Zusammensetzung der Gesteinsschmelze zurückgeführt werden. Sowohl die entstehende Form des Vulkans als auch das Ausbruchsverhalten werden von der Zusammensetzung der Gesteinsschmelze entscheidend bestimmt:
- Rote Vulkane werden aufgrund der rot oder orangegelb glühenden, heißen Lava so bezeichnet, sie bilden Schildvulkane.
- Graue Vulkane besitzen eine vergleichsweise niedrige Lavatemperatur und bilden Schichtvulkane.

## Maßgeblich von Vulkanen ausgelöste Ereignisse
Bei der Eruption von Vulkanen können durch Vermischung vulkanischen Materials mit anderen Stoffen wie Wasser oder Luft sowie durch das abrupte Austreten von Lava weitere Prozesse ausgelöst werden. Dazu zählen unter anderem:
- Lahar (Schlamm- und Schuttströme)
- Pyroklastische Ströme (Glutlawine)
- Base Surge (partikelarmer Dichtestrom)
- Glutwolke
- Gletscherlauf
- Tsunami: Wenn bei einem Vulkanausbruch große Mengen Magma oder gar Teile der Bergflanken ins Meer stürzen, können Tsunamis ausgelöst werden. Dabei erreichen diese oft größere Höhen als die durch Seebeben erzeugten Tsunamis.

Auch können Erdbeben vor oder nach dem Ausbruch eines Vulkans auftreten, da sie sich gegenseitig beeinflussen können.
Nicht dem Vulkanismus sind andere aufsteigende Materialien zuzurechnen, die etwa für die sogenannten Schlammvulkane (besser als Schlammdiapire bezeichnet) verantwortlich sind.

## Verteilung von Vulkanen

Schemazeichnung:Vulkan über Hotspot

Die bekanntesten Hotspots

### Nach Vulkantyp
Es gibt heute weltweit ca. 1500 aktive, d. h. in den letzten 10.000 Jahren ausgebrochene Vulkane auf der Erdoberfläche, allerdings kennt man noch nicht die Anzahl der submarinen Vulkane, von denen es vermutlich vielfach mehr gibt.
Davon sind 719 als Schichtvulkan, 176 als Schildvulkan, 66 als komplexer Vulkan, 86 als Caldera, 147 als einzelne Schlackenkegel, 27 als Spaltenvulkan oder Kraterreihe, 19 als Maar, 137 als submariner Vulkan und 100 als Vulkanfeld (mit teilweise mehreren hundert Einzelvulkanen) klassifiziert.

### Nach Geographie
Die geographische Verteilung kann man mit Hilfe der Erkenntnisse der Plattentektonik verstehen:
- Vulkane der Spreizungszonen liegen mit wenigen Ausnahmen auf dem Meeresgrund, wo die Erdplatten auseinanderdriften. Das dort vorkommende Magma ist basaltisch und verarmt an Elementen, die sich schlecht in Kristallgitter integrieren lassen (inkompatible Elemente). Hierzu gehören hauptsächlich rote Vulkane oder Schildvulkane.
- Vulkane über Subduktionszonen sind die sichtbarsten Vulkane. Sie treten bei Plattenkollisionen auf, an denen mindestens eine ozeanische Lithosphärenplatte beteiligt ist. Hier wird die ozeanische Kruste in den Mantel hinein befördert (subduziert), sofern ihre altersabhängige Dichte einen hinreichend hohen Wert erreicht hat. Die abtauchende ozeanische Kruste wird in der Tiefe teilweise aufgeschmolzen, da es aufgrund der hohen Wassergehalte in bestimmten Mineralen zu einer Erniedrigung der Solidus (Temperatur des Schmelzbeginns) kommt. Das entstandene Magma steigt auf, da es eine geringere Dichte hat als das umgebende Gestein, und nährt den Vulkanismus an der Oberfläche. Die entstehenden Vulkane werden aufgrund ihres lagigen Aufbaus als Schichtvulkane oder Stratovulkane bezeichnet.
- Vulkane über „Hotspots“ sind selten, da es weltweit zurzeit nur etwa 40 eindeutig bestimmte „Hotspots“ gibt. Ein „Hotspot“ ist ein über geologische Zeiträume als nahezu ortsfest anzusehender Aufschmelzungsbereich im Erdmantel unter der Lithosphäre. Die Lithosphärenplatten schieben sich durch plattentektonische Mechanismen während langer Zeiträume über einen „Hotspot“ hinweg. Es bilden sich perlenschnurartig hintereinander neue Vulkane, so als würden sie sich durch die Kruste hindurchschweißen. Bekanntestes Beispiel sind die Hawaii-Inseln: die größte Insel Hawaiʻi, die als jüngste Vulkaninsel über dem „Hotspot“ liegt, ist erst 400.000 Jahre alt, während die älteste der sechs Vulkaninseln Kauaʻi im Nordwesten bereits vor etwa 5,1 Millionen Jahren entstanden ist. Beispiele für diese seltene Art des Vulkanismus in Europa finden sich in der Ost- und Westeifel (Vulkaneifel), dem Siebengebirge und in der Auvergne. Auch unter Island befindet sich ein derartiger Hotspot.[5]

### Im Sonnensystem
Vulkanismus ist ein für terrestrische Himmelskörper normales Phänomen. Auf vielen Welten des Sonnensystems finden sich Spuren erloschenen Vulkanismus, wie beispielsweise auf dem Erdmond oder dem Mars. Auf der in Masse, Größe und innerem Aufbau sehr erdähnlichen Venus finden sich nur wenige Hinweise auf derzeit aktiven Vulkanismus und keinerlei Anzeichen für eine Plattentektonik. Vulkanisch aktivste Welt des Sonnensystems ist der Jupitermond Io. Die Existenz von Kryovulkanen wurde auf mehreren Eismonden (dem Saturnmond Enceladus, dem Neptunmond Triton und dem Plutomond Charon) sowie dem Zwergplaneten Ceres nachgewiesen. 2022 wurde auf dem Zwergplaneten Pluto ebenfalls ein gigantischer Eisvulkan entdeckt. Ebenso werden sie auf dem Jupitermond Europa und dem Saturnmond Titan vermutet.

## Vorhersage von Vulkanausbrüchen

Entstehung von Vulkanen an Plattengrenzen

Ausbruch eines Vulkans

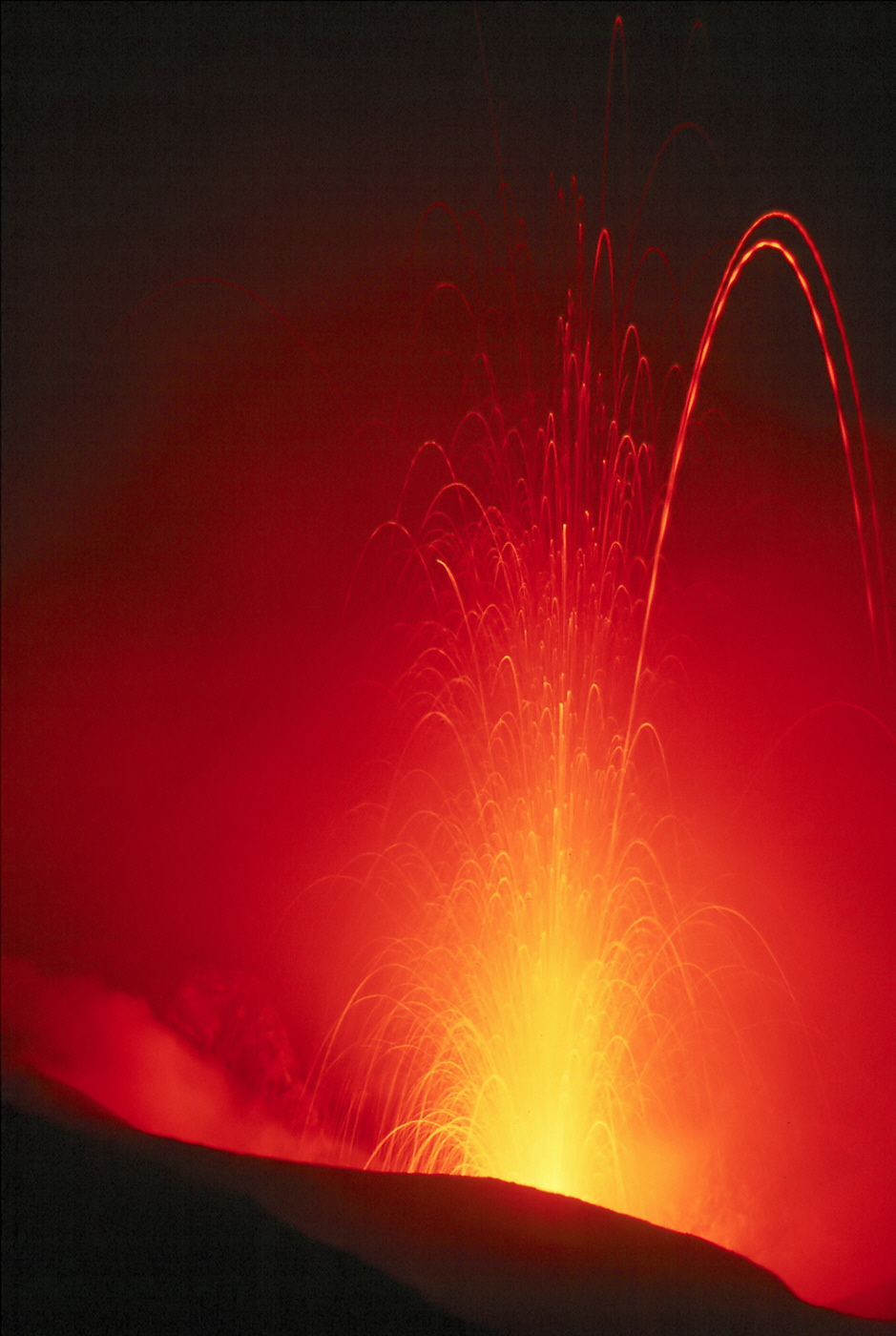
Eruption am Stromboli

Ob ein Vulkan endgültig erloschen ist oder vielleicht wieder aktiv werden kann, interessiert besonders die Menschen, die in der Umgebung eines Vulkans leben. In jedem Fall hat ein Vulkanausbruch weitreichende Konsequenzen, denn über das persönliche Schicksal hinaus werden Infrastruktur und Wirtschaft der betroffenen Region nachhaltig beeinflusst. Daher ist es das vorrangige Forschungsziel, Vulkanausbrüche möglichst präzise vorhersagen zu können. Fehlprognosen wären allein unter Kostengesichtspunkten verheerend (Evakuierung Tausender von Menschen, Stilllegung des gesamten Wirtschaftslebens u. v. m.).
Trotz gewisser Gemeinsamkeiten gleicht kein Vulkan in seinem Ausbruchsverhalten dem anderen. Demnach sind Beobachtungen über Ruhephasen oder seismische Aktivitäten eines Vulkans kaum auf einen anderen übertragbar.
Bei der Überwachung von Vulkanen stehen generell fünf Überwachungsmethoden zur Verfügung, die je nach Vulkan-Charakteristik in unterschiedlicher Kombination eingesetzt werden: die Aufzeichnung seismischer Aktivität, die geodätische Überwachung der Topographie, die Messung gravimetrischer und magnetometrischer Veränderungen, die Erfassung von oberflächennahen Temperaturerhöhungen und die chemische Analyse aufsteigender vulkanischer Gase.

### Aufzeichnung seismischer Aktivität, vulkanischer Tremor
Ein Eruptionsprozess wird zunächst vom Aufstieg des Magmas eingeleitet. Wenn das Magma auf vorgezeichneten oder neuen Bruchlinien, Spalten oder Rissen zur Erdoberfläche emporsteigt, entstehen durch Spannungen im Umgebungsgestein und durch Entgasungsprozesse des Magmas charakteristische seismische Signale. Gestein zerbricht dabei und Risse beginnen zu vibrieren. Die Zerstörung von Gestein löst Erdbeben mit hoher Frequenz aus, die Bewegung der Risse dagegen führt zu niedrig frequenten Beben, dem sogenannten vulkanischen Tremor.
Um Tiefe und Herd der vulkanischen Beben zu ermitteln, wird in der Regel ein Netz von äußerst empfindlichen Seismometern rund um den Vulkan eingerichtet. Denn gerade die schwachen Erdbeben mit einer Stärke von weniger als 1 sind häufig Anzeichen für das Erwachen eines Vulkans. Zum Beispiel wurden am betroffenen Südwesthang des Ätna in den 12 Stunden vor dem 1981er Ausbruch etwa 2800 kleinere Erdstöße durch die vor Ort installierten Seismometer als Tremor registriert. Über ein automatisches Übertragungssystem wurden die Daten direkt zum Istituto Internazionale di Vulcanologia in Catania weitergeleitet. Mit Hilfe moderner Technik werden Veränderungen der seismischen Aktivität heute in Echtzeit ermittelt. Strukturen und Vorgänge unter der Erdoberfläche können damit unmittelbar und exakt dargestellt und analysiert werden.

### Geodätische Überwachung
Dringt Magma aus der Tiefe nach oben, so können in bestimmten Bereichen des Vulkans Deformationen der Erdoberfläche in Form von Aufbeulungen, Absenkungen, Neigungen, Buckeln und Rissen entstehen. Diese Deformationen können mit meist in Bohrlöchern des Gesteins fest installierten Neigungsmessern (Klinometern) und Dehnungsmessern (Extensometern) vor Ort gemessen werden. Diese Phänomene können aber auch schon mit einfachen Mitteln wie zum Beispiel mit einem Bandmaß oder durch aufgesprühte Linien erkannt werden.
Anfang August 1982 hatten Geologen im Kraterboden des Mount St. Helens viele schmale Bodenrisse entdeckt und sie mit Farblinien markiert. Zwei Tage später bereits waren die Linien deutlich gekrümmt, was eine Veränderung der Risse durch aufsteigendes Magma anzeigte. Wenige Tage später kam es zu einer heftigen Eruption des Vulkans. Im Oktober 2004 wurde am Mount St. Helens eine Aufbeulung einer Vulkanflanke von mehr als 100 m beobachtet, die auch mit bloßem Auge sichtbar war.
Eine komplexere und exaktere Methode zur Erfassung morphologischer Veränderungen ist zum Beispiel die Messung horizontaler Entfernungen mit Elektronischer Distanzmessung (EDM). Ein EDM kann elektromagnetische Signale senden und empfangen. Die Wellenphase verschiebt sich dabei in Abhängigkeit von der Entfernung zwischen EDM und reflektierendem Objekt und gibt damit das Ausmaß der entstandenen Verschiebung an. EDMs haben Reichweiten bis zu 50 km und hohe Messgenauigkeiten von wenigen Millimetern. Oberflächenveränderungen vor allem größerer Gebiete und abgelegener Vulkane werden mit Hilfe von satellitengestützten geodätischen Messverfahren beobachtet.
Da sich infolge von Deformationen des Geländes auch Grundwasser- und Oberflächenwasserstände relativ zueinander verändern können, werden oft Grundwassermessstellen eingerichtet und in gewässernahen Gebieten Fluss- und Seewasserpegel installiert. Man setzt inzwischen auch Satellitenbilder zur Überwachung von Vulkanen und deren Verformung bzw. Aufwölbung ein.

### Messung gravimetrischer und magnetometrischer Veränderungen
Dringen heiße Gesteinsschmelzen in oberflächennahe Erdschichten, so werden lokale Veränderungen im Schwerefeld beobachtet. Diese örtlichen Veränderungen werden durch Dichteunterschiede zwischen Magma und Umgebungsgestein verursacht. Solche sogenannten mikrogravimetrischen Anomalien lassen sich mit Hilfe von hoch empfindlichen Gravimetern entdecken, die an aktiven Vulkanen zum Einsatz kommen.
Beim Magma-Aufstieg können auch lokale Änderungen des Magnetfeldes registriert werden, die durch thermische Einwirkungen verursacht werden. Bereits 1981 wurden am Südhang des Ätna und in etwa 20 km Entfernung zum Ätna zwei magnetometrische Stationen mit automatischer Daten-Fernübertragung in Betrieb genommen.

### Erfassung von Temperaturerhöhungen
Der Aufstieg des etwa 1100 bis 1400 °C heißen Magmas aus einer Magmakammer oder direkt aus dem oberen Erdmantel geht in erster Linie mit einer lokalen Temperaturerhöhung des Nebengesteins einher. Mit Hilfe ortsfester Stationen zur Temperaturmessung und durch Infrarot-Aufnahmen von Satelliten aus können solche thermischen Aufheizungen festgestellt werden, die durch oberflächennahe Stauung aufgedrungener Schmelzen entstehen.

### Analyse aufsteigender Gase
Eruptive Gase sind die Haupttriebkraft der vulkanischen Aktivität. Änderungen ihrer Menge, ihrer Temperatur und ihrer chemischen Zusammensetzung sind für die Vorhersage eines Vulkanausbruchs von grundlegender Bedeutung. Generell sind die Schwankungen im Chemismus der Gase umso höher, je heißer die Gase sind und je reger die vulkanische Aktivität ist. Bei hohem Gasausstoß lässt sich die Konzentration gewisser Gase mit Hilfe ihres Absorptionsspektrums im sichtbaren Licht auch durch Fernerkundung bestimmen. Typische vulkanische Gase sind hauptsächlich Wasserdampf, Kohlendioxid, Schwefeldioxid, Schwefelwasserstoff, Chlorwasserstoff (Salzsäure ist die Lösung in Wasser) und Fluorwasserstoff. Die geochemische Überwachung erstreckt sich auch auf die Beobachtung von Grundwasser und von Quellen. Denn unterirdisches Wasser wird oft von vulkanischen Gasen kontaminiert, die dem Magma entweichen und sich im Boden ausbreiten. Eine besondere Rolle spielen dabei Helium und Radon. Beide Gase entstammen dem Erdmantel. Steigt eine Magmakammer auf, so erhöhen sich auch die Gehalte dieser Gase. So hat man zum Beispiel nach der Erdbebenkrise auf der griechischen Insel Nisyros (1996) begonnen, die Gase und andere Faktoren genau zu überwachen, da man befürchtete, es könne ein Vulkanausbruch bevorstehen. Im Rahmen des EU-Programms Geowarn haben sich europäische Universitäten zusammengeschlossen und beobachten Nisyros, den Vesuv und andere potentiell gefährliche Vulkane in Europa.

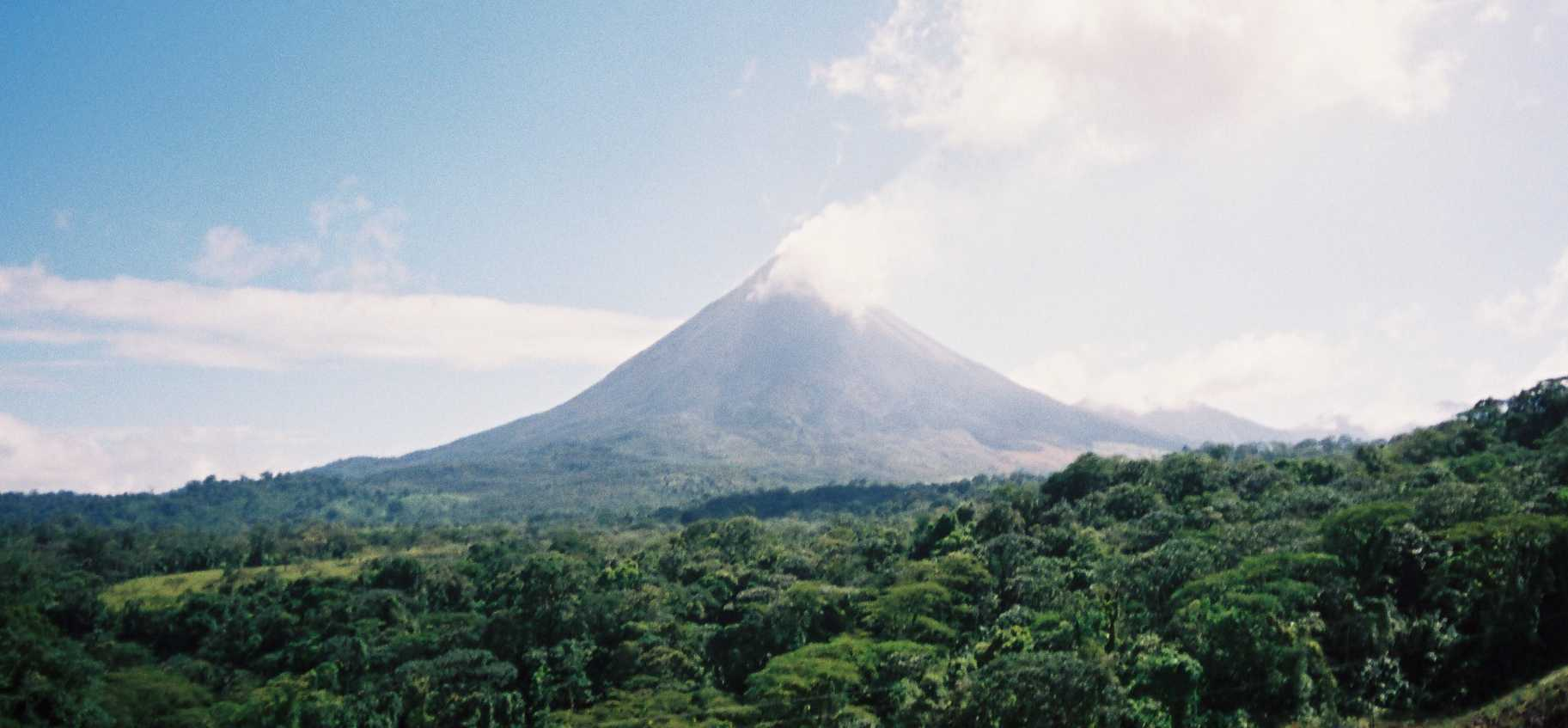
Vulkan Arenal, Costa Rica

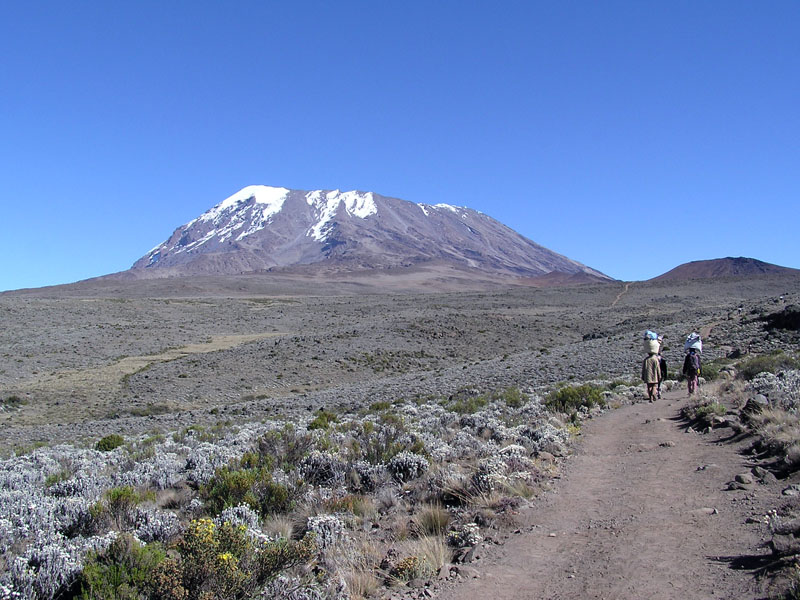
Vulkan Kilimanjaro, Tansania/Kenia

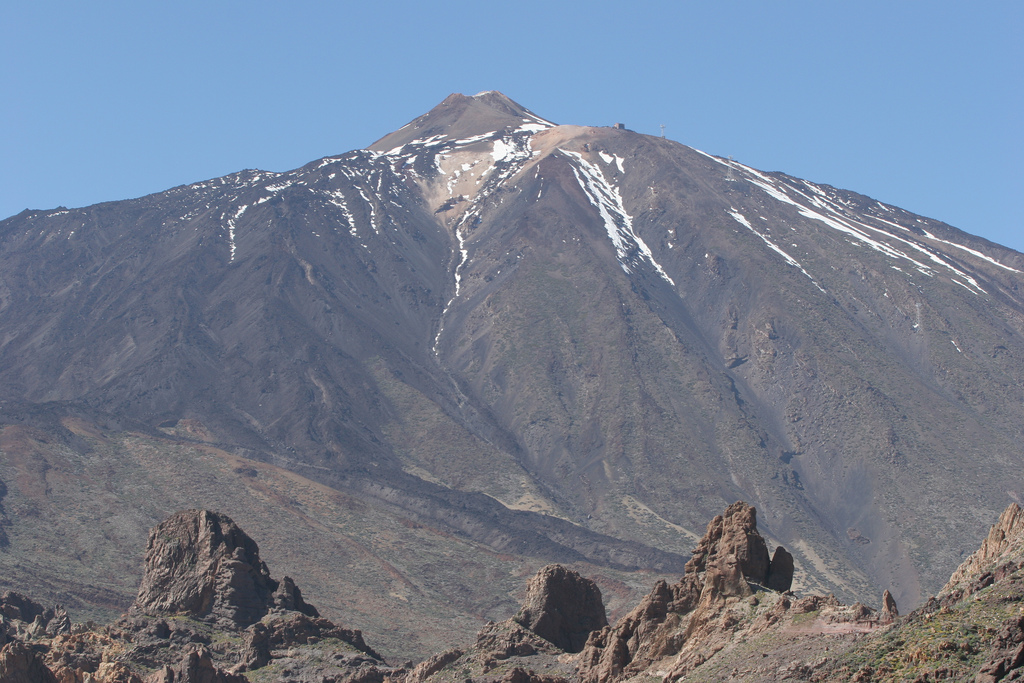
Vulkan Teide, Teneriffa (Spanien).

Im Rahmen der internationalen Dekade zur „Schadensminimierung bei Naturkatastrophen 1990–2000“ wurden 15 Vulkane weltweit als Forschungsobjekte ausgewählt und kontinuierlich überwacht, darunter auch der Vesuv und der Ätna.

### Fazit
Trotz der Vielzahl der Frühwarnsysteme und vieler neuer Erkenntnisse auf diesem Gebiet wird sich bei Vulkanausbrüchen eine gewisse Unberechenbarkeit nie ganz ausschalten lassen. Parallel zur Vorhersage gefährlicher Eruptionen sind Schutzmaßnahmen, Risiko- und Handlungspläne, Aufklärung der betroffenen Bevölkerung und gesetzliche Regelungen für den Ernstfall notwendig. Zusätzlich könnte es sich lohnen, auch die Natur einer gefährdeten Region genau zu beobachten. Oft reagieren Tiere sensibler und verlassen ein gefährdetes Gebiet weit vor einem Vulkanausbruch.

## Größter Vulkan der Erde
Nature Geoscience veröffentlichte in seiner Septemberausgabe 2013 (Vol 6 No 9) einen Artikel, in dem Forscher das unterseeische Tamu-Massiv östlich von Japan für den größten Vulkan der Erde halten. Die von Forschern um William Sager (University of Houston) (Texas/USA) analysierten Gesteinsproben des Massivs stammen aus maximal 175 Metern Tiefe; das Massiv erhebt sich mehrere Kilometer über den Meeresboden. Der schildförmige unterseeische Berg könnte entstanden sein, als an einer Stelle riesige Lavamengen austraten und beim Abkühlen flache, weit reichende Hänge schufen. Es handle sich wahrscheinlich um einen Einzelvulkan von 650 Kilometern Länge und 450 Kilometern Breite.

## Vulkane in der Mythologie
Für viele Kulturen sind Vulkane der Sitz ihrer Götter. In der griechischen Mythologie ist die vulkanische Insel Limnos der Sitz des Feuergottes Hephaistos, der Name 'Vulkan' leitet sich vom römischen Gott Vulcanus ab. Auch in der aztekischen, isländischen und vielen weiteren Kulturen spielen Vulkane eine zentrale Rolle in der Mythologie. In Hawaii wird der Vulkangöttin Pele besondere Verehrung zuteil.
In der Bibel erinnern mehrere Stellen an einen Vulkanausbruch, unter anderem Ex 19,18  und Ex 20,18 . Mehrere Forscher sehen unter anderem auch aufgrund dieser Beschreibungen in Jahwe Reste eines Vulkan-Gottes.
Die heilige Agatha von Catania gilt als Helferin gegen Ausbrüche des Ätna.

## Redewendung
Die aus dem Französischen stammende Wendung Tanz auf dem Vulkan beschreibt das Leben in einer explosiven Situation ungeachtet aller Risiken.

## Dokumentation
- Wenn die Vulkane erwachen. Regie: François de Riberolles, ARTE F, Frankreich, 84 Minuten, 2012
- Vom Wesen der Vulkane. Folge 1: Heilige Vulkane. Folge 2: Gütige Vulkane. Folge 3: Zerstörerische Vulkane. Folge 4: Wächter der Vulkane. Regie: David Perrier und Eden Shavit, ARTE F, Frankreich, jeweils 53 Minuten, 2016

### Vulkane der Welt
- www.swisseduc.ch: Stromboli online – Vulkane der Welt
- Vulkanismus, 100 faszinierende Vulkane der Welt, Vulkanische Prozesse im Mineralienatlas Wiki
- Weltkarte mit Erdbeben (lilafarbene Punkte), Vulkanen (rote Dreiecke) und Plattengrenzen (2.545 kB; PNG)
- www.volcano.si.edu: Vulkaninformationen der Smithsonian Institution (englisch)

### Vulkanüberwachung
- EU-Projekt: Geowarn – Geospatial Warning Systems
- Universität Leipzig, 2004: Zur Vorhersage von Vulkanausbrüchen
- GEOSTAR-Projekt: Beispiel zur Überwachung unterseeischer Vulkane (ORF-Artikel)

### Wissenschaftliche Artikel
- NASA: How Volcanoes Work (englisch)